# 酒井大祐
酒井 大祐（さかい だいすけ、1981年10月22日 - ）は、日本の元男子バレーボール選手、現指導者である。

## 来歴
福島県原町市（現南相馬市）出身。実姉の影響で石神二小学2年よりバレーボールを始めた。その後石神中、相馬高と進学し、エースとして活躍する。2000年東海大へ進学し、リベロに転向する。大学の同期に阿部裕太。全日本インカレでは2003年に優勝、2001年、2002年に準優勝、2000年3位に貢献した。
2004年、日本たばこ産業（JT）に入社、JTサンダーズに入団。同期に町野仁志、飯塚俊彦。全日本代表に選出され、2004年ワールドリーグに出場したものの、アテネ五輪代表からは落選した。同年、第53回黒鷲旗選抜大会でベストリベロ賞を受賞した。
2006年8月、JTを退社し、JTサンダーズとプロフェッショナル契約を結ぶ。2007年には天皇杯制覇に貢献した。2008年には北京五輪において再び代表候補になるも落選した。同年11月末、右膝外側半月板を損傷し手術、2009年4月に復帰した。2010年の世界選手権全日本メンバーに選出されている。
2011年に起こった東日本大震災の際、酒井の実家や母校が被災したものの家族は無事だった。
2014年3月16日の豊田合成戦で通算230試合出場となりVリーグ栄誉賞。2013/14VプレミアリーグにおいてJT10年ぶりの準優勝、翌2014/15シーズンにはJT史上初のリーグ優勝に貢献し、2年連続でレシーブ賞、2014/15シーズンでは更にサーブレシーブ賞との2冠を達成した。ただJT側の若返り方針から、同シーズン終了後契約満了となった。
2015年8月に開催された第18回アジア選手権で優勝に貢献し、自らもベストリベロ賞に輝いた。同年9月、サントリーサンバーズは酒井の入団を発表した。
プロ選手としてチームに影響を与え、ドイツのチームに移籍した柳田将洋を始め、藤中謙也、鶴田大樹、大宅真樹もサントリーとプロ契約を結んだ。
2017年11月26日、古巣のJT戦に出場、通算出場セット数が1159となり男子のVリーグ記録を達成した。
2018年、第67回黒鷲旗全日本男女選抜バレーボール大会をもって現役引退しコーチに就任。2020年、春に大阪商業大学男子バレーボール部の監督に就任（サントリーコーチと兼任）。
2021年、2020-21シーズン終了をもってサントリーを退団しジェイテクトSTINGSのコーチに就任。
2024年、ジェイテクトを退団。JTマーヴェラス（9月より大阪マーヴェラス）のコーチ就任が発表されたが、監督就任予定であったダニエル・カステラーニの辞退に伴い7月に監督就任が発表された。また7月をもって大阪商業大学監督を退任した。

## 人物
- 妻は元JTマーヴェラス選手の平山恵[25]。

## 球歴
全日本代表 - 2004年、2008年-
- 三大大会
  - 世界選手権 - 2010年
  - ワールドカップ - 2015年
- その他大会
  - アジア選手権 - 2015年
  - ワールドリーグ - 2004年、2008年

## 受賞歴
- 2004年 - 第53回黒鷲旗選抜大会 ベストリベロ賞
- 2014年 - 2013/14Vプレミアリーグ レシーブ賞、Vリーグ栄誉賞（長期活躍選手）
- 2015年
  - 2014/15Vプレミアリーグ サーブレシーブ賞[26]
  - 第18回アジア選手権 ベストリベロ賞

## 所属チーム

### 選手
- 南相馬市立石神第二小学校
- 南相馬市立石神中学校
- 福島県立相馬高等学校
- 東海大学
- JTサンダーズ（2004-2015年）
- サントリーサンバーズ（2015-2018年）

### 指導者
- サントリーサンバーズ（2018-2021年）
- 大阪商業大学（2020-2024年）
- ジェイテクトSTINGS（2021-2024年）
- 大阪マーヴェラス（2024年-）

## 個人成績
| シーズン | 所属 | 出場 | 出場   | レセプション | レセプション | 備考      |
| -------- | ---- | ---- | ------ | ------------ | ------------ | --------- |
| シーズン | 所属 | 試合 | セット | 受数         | 成功率       | 備考      |
| 2003/04  | JT   | 1    | 3      | 14           | 85.7%        |           |
| 2004/05  | JT   | 17   | 61     | 389          | 85.3%        |           |
| 2005/06  | JT   | 27   | 105    | 549          | 71.2%        |           |
| 2006/07  | JT   | 28   | 117    | 633          | 73.3%        |           |
| 2007/08  | JT   | 28   | 106    | 561          | 73.3%        |           |
| 2008/09  | JT   | 5    | 18     | 83           | 80.7%        |           |
| 2009/10  | JT   | 28   | 103    | 568          | 72.9%        |           |
| 2010/11  | JT   | 24   | 97     | 510          | 67.1%        |           |
| 2011/12  | JT   | 21   | 84     | 368          | 69.3%        |           |
| 2012/13  | JT   | 28   | 108    | 568          | 70.1%        |           |
| 2013/14  | JT   | 27   | 106    | 525          | 73.0%        |           |
| 2014/15  | JT   | 21   | 79     | 390          | 74.6%        | 成功率1位 |
| 通算     | 通算 | 255  | 987    | 5149         | 72.9%        |           |

## 参考資料
- 酒井 大祐 - Vリーグ選手別記録
- Vリーグ 公式プロフィール - ウェイバックマシン（2012年3月29日アーカイブ分）
- JTサンダーズ 選手プロフィール - ウェイバックマシン（2014年11月8日アーカイブ分）